# Мила Николова
Мила Николова (1962 – 20 юни 2018 г.) е българска приложна математичка, известна със своите изследвания в обработката на изображения, обратни проблеми и компресирано усещане.

## Биография
След като работи като научен журналист и инженер в България, Николова завършва докторска степен през 1995 г. в обработка на сигнали и изображения в Университета на Париж-Юг. През 2006 г. спечели хабилитация по математика в университета „Пиер и Мария Кюри“.
Тя прави постдокторантски изследвания в Électricité de France, а след това се присъединява към факултета в Парижкия университет Декарт през 1996 г. През 1999 г. тя получава длъжност старши научен сътрудник в CNRS, свързан отначало с École nationale supérieure des télécommunications, а от 2003 г. с École normale supérieure Cachan. Става директор на научните изследвания в CNRS през 2009 г.